# Averardo Borsi
Averardo Borsi (Castagneto Carducci, 26 marzo 1858 – Firenze, 26 dicembre 1910) è stato un giornalista e scrittore italiano.

## Biografia
Padre dello scrittore Giosuè Borsi, nacque a Castagneto di Maremma, oggi denominato Castagneto Carducci. Terminata l'istruzione primaria, per sua stessa volontà, non intese seguire i corsi di studio ordinari ma, grazie all’aiuto del poeta Giosuè Carducci, suo conterraneo ed amico di suo padre, riuscì da autodidatta a dotarsi di solida cultura storica e letteraria. Nel 1885, dopo il matrimonio con Verdiana (Diana) Fabbri sua conterranea, per rendere meno precaria la propria condizione economica, si trasferì a Livorno in cerca di una occupazione adattandosi a fare dapprima il contabile, poi il tabaccaio.
Intanto però aveva cominciato a scrivere articoli per la «Gazzetta Livornese» e per «Il Telegrafo» il direttore del quale, Giuseppe Bandi, apprezzando i suoi scritti, non tardò a chiamarlo al suo giornale al quale il Borsi collaborò per qualche tempo. 
Passò quindi alla direzione de «Il Mare», un settimanale fondato nel 1872 da Giuseppe Chiarini, Giosuè Carducci e Ottaviano Targioni Tozzetti.. Si trasferì poi a Pisa per dirigere il quotidiano «L'Elettrico», e successivamente a Vicenza alla direzione del «Corriere vicentino». Quindi tornò a Livorno per fondare e dirigere il «Corriere Toscano».. Nel 1897, assieme ad Alceste Cristofanini, acquistò la «Gazzetta Livornese» e il «Telegrafo» assumendo la direzione di entrambi. Nel 1898 gli nacque un figlio che volle chiamare Giosuè in omaggio al suo maestro e amico Carducci il quale fu padrino, per procura, al battesimo.
Membro sin dai suoi primi tempi del "Circolo filologico" di Livorno, di cui faceva parte anche Carducci, fu in amicizia con vari personaggi dell'ambiente letterario e culturale dell'epoca fra cui Pascoli, Pascarella, D'Annunzio, Marradi, Mascagni.

Inoltre, essendo notoriamente un pugnace giornalista di tendenze radicali, non mancò di partecipare alle battaglie politiche dell'epoca e strinse amicizia con vari personaggi in quell'ambiente: Ferdinando Martini, Giovanni Giolitti, Urbano Rattazzi ed altri.

Infine nel 1910 si trasferì a Firenze, per dirigere il «Nuovo Giornale» ma, poco prima della fine di quello stesso anno, il 26 dicembre, Averardo Borsi moriva per un improvviso attacco di peritonite, succedendogli il figlio Giosuè alla direzione di quell'ultimo suo quotidiano.

## Opere
- Averardo Borsi, Il dominatore, dramma in tre atti, - S. Belforte & C., Livorno, 1906.